# Mileewa furcata
Mileewa furcata (лат.) — вид цикадок рода Mileewa из отряда полужесткокрылых насекомых. Эндемик Китая.

## Описание
Длина около 4 мм. Голова и грудь чёрные при виде сверху, глаза чёрные. Лицо и переднее крыло чёрные. Грудь, ноги и брюшко снизу беловатые. Субгенитальные пластинки и пигофер черные. Обнаружены в горах Тибета (Motuo, Tibet, КНР). От близкого вида Mileewa yigongana  Yang, 2005 цикадка M. furcata отличается чёрной вершиной скутеллюма (вершина щитка жёлто-белая у M. yigongana), чёрному лицу, а также формой вентрального пигоферного отростка самцов, субгенитальных пластинок и эдеагуса.